# 河西健吾
河西健吾（日语：／ Kawanishi Kengo，1985年2月18日—）是日本的男性聲優。出身於大阪府。隸屬於Mausu Promotion。血型A型。

## 人物
2005年從AMUSEMENT MEDIA綜合學院聲優學科畢業。2006年聲優正式出道。2010年6月《愛上大明星》的克里斯多福一角為初次主演的作品。2012年6月為止是Office薰（新人）的成員。2013年2月1日加入Mausu Promotion。
2015年10月《機動戰士GUNDAM 鐵血的孤兒》的三日月·奧古斯一角為正式在動畫中演出主角的作品。

## 演出作品
※粗體字為主要角色。

### 電視動畫
2006年
- 我們這一家（客人D）
- 天使心（小孩們）
- Kanon（第2作）（觀眾）
- 新哆啦A夢（路人）

2009年
- 咲-Saki-（審判）

2010年
- 玩伴貓耳娘（記者）
- 海螺小姐
- 火影忍者疾風傳（町人、外人旅人、貓紳士）
- 薄櫻鬼（會津藩士）

2011年
- GOSICK（義大利人少年、少年兵）
- 惡魔奶爸（黑木光星、審判）
- 銀魂'（御宅族A）
- 死囚樂園（又吉）
- BLOOD-C（男學生）
- 天魔黑兔（學生）
- 火影忍者疾風傳（宇智波鏡、朋友、中忍、研究員、烏巴烏的手下、影、狹霧）

2012年
- 火影忍者疾風傳（木葉忍者、雲隱忍者、座地、忍、武士）
- Another（中尾順太）
- 妖狐×僕SS（男子2）
- 惡魔奶爸（蓮井、凱札路庫亞托路）
- 加速世界（虛擬角色C）
- 天才黃金腦～神之謎 第2期（男）
- 蒼藍世界的中心（謬姆特）

2013年
- 宇宙戰艦大和號2199（吉田充[6]）
- 火影忍者疾風傳（修、穢土轉生的忍者、連合的忍者、宇智波中）
- 閃電十一人GO 銀河（克傑魯馬·烏克）
- 斯特拉女子學院高等科C3部（敵C）
- 神不在的星期天（哈迪、學生、庫耶斯汀）
- 來自風平浪靜的明天（江川岳）
- 青春紀行（男學生）
- 噬血狂襲（司機、主播）
- Little Busters! ～Refrain～（學生D）
- 鑽石王牌（狩場航、日所好己、鳴島中學們）
- 武士弗拉明戈（男性C）

2014年
- 流浪神差（學生D）
- 愚者信長（棟雷米村的孩子A）
- 世界征服 謀略之星（大哥哥、都軍兵B）
- 武士弗拉明戈（操作員）
- 青春紀行（一哉）
- 火影忍者疾風傳（霧隱忍者、木葉暗部、木葉忍者村的人們、卡卡西的學生、千手扉間〈少年期〉）
- 排球少年！！（矢巾秀[7]、北川第一部員A）
- NO GAME NO LIFE 遊戲人生（民眾）
- ALDNOAH.ZERO（祭陽希咲）
- 月刊少女野崎同學（男子生徒）
- 精靈使的劍舞（觀眾）
- 尋找失去的未來（吉田）
- PSYCHO-PASS 心靈判官 2（大津）

2015年
- JoJo的奇妙冒險 星塵鬥士（漫畫家、龍彥的人偶）
- 偶像學園（長澤利夫）
- 食戟之靈（佐藤昭二、男學生B、男學生E）
- 終結的熾天使（吸血鬼）
- 亞爾斯蘭戰記（亞西姆）
- 你好！！黃金拼圖（男學生、教師B）
- 鑽石王牌〜Second Season〜（關直道、狩場航）
- 奏響吧！上低音號（管樂團成員）
- 俺物語！！（3班男子A）
- 山田君與7人魔女（麗的粉絲B）
- GATE 奇幻自衛隊 在彼方的土地，如斯的戰鬥（青年、尼可拉、隊員、店員、賽巴、羅傑）
- 下流梗不存在的灰暗世界（年輕人B、善導課職員B、風紀委員B、布料成群男子、男A、作業員）
- 無頭騎士異聞錄 DuRaRaRa!!×2 轉（天堂奴隸）
- Charlotte（七野）
- 六花的勇者（士兵A）
- 出包王女DARKNESS 2nd（海賊C）
- 火影忍者疾風傳（見越、朋友、學院的學生、負傷者、伊呂波）
- 黑客人偶（演出、優特）
- 學戰都市Asterisk（男子生徒B、理察·席亞拉）
- 落第騎士英雄譚（學生、警備員）
- 機動戰士GUNDAM 鐵血的孤兒（三日月·奧古斯[8]）

2016年
- 排球少年！！Second Season（矢巾秀）
- GATE 奇幻自衛隊 在彼方的土地，如斯的戰鬥 第2期（瑞原誠）
- 疾走王子ALTERNATIVE（嶋葵、鮫島改[9]）
- 幸運邏輯（菲力歐）
- 舞武器·舞亂伎（馬克西姆·亞瑟尼埃維奇·巴拉奇雷夫[10]）
- 火影忍者疾風傳（宇智波止水〈少年期〉、フツ）
- 食戟之靈 貳之皿（佐藤昭二）
- Active Raid－機動強襲室第八課－ 2nd（鳥越宗助、名和大河）
- 齊木楠雄的災難（谷原健二）
- 舞武器·舞亂伎 星之巨人（馬克西姆·亞瑟尼埃維奇·巴拉奇雷夫）
- 機動戰士GUNDAM 鐵血的孤兒 第二期（三日月·奧古斯）
- 文豪Stray Dogs 第2期（約翰·史坦貝克）
- 3月的獅子（桐山零）
- JoJo的奇妙冒險 不滅鑽石（宮本輝之輔）
- 名侦探柯南（急救队员）

2017年
- 秋葉原之旅 -THE ANIMATION-（昌平）
- 幼女戰記（約翰）
- 重啟咲良田（奇爾奇爾、小鳥）
- 青春歌舞伎（蛯原仁[11]）
- 阿童木起源（伴俊作[12]）
- 跳水男孩（平山二郎）
- 時間支配者（ビル・レイダン）
- 偶像大師 SideM（山村賢）
- 3月的獅子 第2期（桐山零）
- 食戟之靈 餐之皿（佐藤昭二）

2018年
- 霸穹 封神演義（太上老君）
- 一人之下 羅天大醮篇（風星潼）
- 極道超女（阿三）
- BORUTO-火影新世代-NARUTO NEXT GENERATIONS（緩、由里人）
- ISLAND（樞都守春）
- 中間管理錄利根川（萩尾純一）
- 茜色少女（千波友也[13]）
- 關於我轉生變成史萊姆這檔事（喀爾謬德）
- 人外的新娘（火鞍川曾良[14]）
- 強風吹拂（榊浩介）
- 終將成為妳（宏君）
- 狐狸之聲（胡厲[15]）
- CONCEPTION（聖也）
- 梅露可物語 -無精打采的少年與瓶中少女-（路碧耶）
- 閃電十一人 俄里翁的刻印(尤里·羅迪納)

2019年
- 我們真的學不來！（小林陽真）
- 拾又之國（因又[16]）
- 南無阿彌陀佛!-蓮台 UTENA-（不動明王）
- 超可動女孩1/6（冠成次郎[17]）
- 在地下城尋求邂逅是否搞錯了什麼II（伊卜里·阿查爾）
- 炎炎消防隊（透流岸理）
- 魔法水果籃（草摩利津[18]）
- Dr.STONE 新石紀（淺霧幻）
- 鬼滅之刃（時透無一郎）
- 食戟之靈 神之皿（佐藤昭二）
- 我們真的學不來！第2期（小林陽真）
- 這個勇者明明超TUEEE卻過度謹慎（馬修）
- 非洲的動物上班族（嚮蜜鴷）
- 星合之空（三輪一海）

2020年
- number24（柚木夏紗[19]、蜜柑）
- 神推偶像登上武道館我就死而無憾（益田）
- 科學超電磁砲T（削板軍霸）
- 異種族風俗娘評鑑指南（鳴神）
- 籃球少年王（長谷部）
- 隱瞞之事（阿藤勇馬）
- 輝夜姬想讓人告白？～天才們的戀愛頭腦戰～（荻野航）
- Re:從零開始的異世界生活 2nd season（萊伊）
- 炎炎消防隊 貳之章（透流岸理）
- 闇影詩章（蛇神巧）
- 食戟之靈 豪之皿（佐藤昭二）
- 魔法水果籃 2nd Season（草摩利津）
- 蠟筆小新（保利宛郎）
- 王之襲擊：意志的繼承者（羅伊[20]）
- 魔法科高中的劣等生 來訪者篇（雷蒙德．S．克拉克）
- 魔女之旅（學生）
- 體操武士（岡町博）
- 排球少年！！TO THE TOP（矢巾秀）

2021年
- Dr.STONE 新石紀 Stone Wars（淺霧幻）
- 記錄的地平線 圓桌崩壞（トウリ）
- 無職轉生～到了異世界就拿出真本事～（光輝的阿爾曼菲）
- 擾亂 THE PRINCESS OF SNOW AND BLOOD（鴉森健）
- 刮掉鬍子的我與撿到的女高中生（遠藤）
- 東京復仇者（河田奈保也）
- 魔法水果籃 The Final（草摩利津）
- 名偵探柯南（東野巡查）
- 緋紅結繫（紫電·里特）
- 瓦尼塔斯的手札（羅蘭．佛魯提斯）
- Muv-Luv Alternative（草野哲也）
- 藍色時期（橋田悠）

2022年
- 天才王子的赤字國家重生術（曼弗雷德·亞斯瓦爾德）
- ORIENT 東方少年（島津春久）
- 遊戲王GO RUSH（合羽井英）
- 骸骨騎士大人異世界冒險中（瑟克特[21]）
- 盾之勇者成名錄 Season2（艾斯諾伯德）
- 神奇柑仔店 錢天堂（こま）
- 森林裡的熊先生、冬眠中。（香）
- Dr.STONE 新石紀 龍水（淺霧幻）
- OVERLORD IV（奎艾因塞・哈賽亞・庫因提亞）
- 路人超能100 III（竹中桃藏）
- 鏈鋸人（黑瀨勇太郎[22]）

2023年
- 久保同學不放過我（白石純太[23]）
- 呆萌酷男孩（灰原）
- 東京復仇者 聖夜決戰篇（河田奈保也）
- 淪落者之夜（三隻眼的惡魔）
- 闇影詩章F（蛇神巧）
- BLUE LOCK 藍色監獄（乙夜影汰[24]）
- Dr.STONE 新石紀 NEW WORLD（淺霧幻[25]）
- 不知內情的轉學生不管三七二十一纏了上來。（日野大地[26]）
- 鬼滅之刃 刀匠村篇（時透無一郎[27]、時透有一郎）
- 肌肉魔法使-MASHLE-（安薩·錫林[28]）
- 魔王學院的不適任者 II ～史上最強的魔王始祖，轉生就讀子孫們的學校～（尼希多）
- 競速 OVERTAKE!（春永早月[29]）
- 東京復仇者 天竺篇（河田奈保也、河田颯也[30]）
- 『催眠麥克風 -Division Rap Battle-』Rhyme Anima +（躑躅森盧笙[31]）
- 米奇與達利 惡童物語（一条瑛二[32]、菲德萊特）
- 隊長小翼Season2 青少年篇（艾爾·錫德·皮埃爾[33]）
- 七大罪 啟示錄四騎士（艾德林）

2024年
- 休假的壞人先生（新社會人）
- WIND BREAKER—防風少年—（柘浦大河[34]）
- 怪獸8號（保科宗四郎[35]）
- 烏鴉不擇主（敦房[36]）
- 鬼滅之刃 柱訓練篇（時透無一郎[37]）
- 失憶投捕（桐島秋斗[38]）
- 神之塔 -Tower of God- 王子的歸還（普林斯[39]）
- 杖與劍的魔劍譚（伊格諾爾·林德爾[40]）
- 異世界失格（Q太郎）
- Acro Trip 頂尖惡路（真四郎[41]）
- BLUE LOCK 藍色監獄 VS. U-20 JAPAN（乙夜影汰[42]）
- Re:從零開始的異世界生活 3rd season（萊伊、羅伊）
- 青春之箱（岸祥一郎）
- 青之壬生浪（山南敬助[43]）
- 在地下城尋求邂逅是否搞錯了什麼V 豐穰女神篇（伊卜里·阿查爾）

2025年
- Dr.STONE 新石紀 SCIENCE FUTURE（淺霧幻[44]）
- 平凡上班族到異世界當上了四天王的故事（維帕[45]）
- WIND BREAKER—防風少年— 第2期（柘浦大河[46]）
- 九龍大眾浪漫（鼬瓏[47]）
- 炎炎消防隊 參之章（透流岸理[48]）
- 最近的偵探真沒用（根津太郎[49]）
- 怪獸8號（第2期）（保科宗四郎[50]）
- 青之壬生浪 芹澤暗殺篇（山南敬助[51]）

2026年
- 東京復仇者 三天戰爭篇（河田奈保也、河田颯也[52]）

### OVA
2014年
- 鑽石王牌（馬場）※單行本第44卷附贈DVD限定版

2016年
- 食戟之靈「巧的下町合戰」（佐藤昭二）※單行本第18卷附贈DVD限定版
- 食戟之靈「暑假的繪里奈」（佐藤昭二）

2017年
- 食戟之靈 貳之皿「秋月的邂逅」（佐藤昭二）
- 食戟之靈 貳之皿「遠月十傑」（佐藤昭二）

### 網路動畫
2015年
- 怪物彈珠（影月明[53][54]）

2016年
- 哨聲響起 重配版（田中衛）[55]

2025年
- 忍者蝙蝠俠VS極道聯盟（紅羅賓[56]）

### 劇場版動畫
2011年
- 火影忍者劇場版 血獄（無垢〈少年〉）

2013年
- 劇場版 魔法少女小圓〔新篇〕 叛逆的物語（男學生）

2014年
- 劇場版 偶像學園！

2015年
- 火影忍者劇場版：慕留人（緩）
- 好想大聲說出心底的話。（山路一春[57]）

2016年
- 怪物彈珠 THE MOVIE 前往始源之地（影月明）

2018年
- 忍者蝙蝠俠（紅羅賓）
- 怪物彈珠 THE MOVIE 空之彼方（影月明）

2020年
- 喬瑟與虎與魚群動畫版（諭吉）

2021年
- Princess Principal Crown Handler 第2章（比利）
- 讓我聽見愛的歌聲（石黑）

2022年
- BLUE THERMAL（羽鳥楓[58]）

2024年
- DEAD DEAD DEMON'S DEDEDEDE DESTRUCTION 惡魔的破壞 後章（三浦太郎[59]）
- ZEGAPAIN STA（ハル・ヴェルト[60]）

2025年
- 電影版『催眠麥克風 -Division Rap Battle-』（躑躅森盧笙[61]）
- 怪盜皇后的優雅假期（ロシ[62]）
- 鬼滅之刃劇場版 無限城篇 第一章 猗窩座再襲（時透無一郎[63]）
- 幕間之楔（三日月·奧古斯[64]）

2026年
- KILLTUBE（菊千代[65]）

### 遊戲
2009年
- 緋色的碎片 新玉依姬傳承（宗像）

2011年
- 出擊！！少女們的戰爭2～天翔衝擊之絆～（普拉姆）

2012年
- LORD OF SORSERY（菲恩）

2014年
- 境界的黑翼Assault Raven（市川·真人）
- 白貓Project（大和·神城[66]）
- 排球少年！！ 連繫吧！頂端的景色！！（矢巾秀[67]）
- PSYCHOBREAK（雷斯利·維札斯）

2015年
- Out Division -刑徒隷僕區-（終不死[68]）
- 機動戰士鋼彈 極限 VS. 火力全開（三日月·奧古斯[69]）
- 魔法使與黑貓維茲（蘇芳·迦具土）
- DYNAMIC CHORD feat.Liar-S（槇慎也[70]）
- 聖火降魔錄if（吉克貝魯特）
- 疾走王子（嶋葵、鮫島改[71]）
- 夢王國與沉睡中的100位王子殿下（路葛蘭休[72]）

2016年
- ISLAND（樞都守春[73]）
- 赤砂墜落之月（胡白[74]）
- 機動戰士GUNDAM 極限 VS. 全力爆發 ON（三日月·奧古斯）
- 三國志物語（荀彧）
- 星界神話 -ASTRAL TALE-（路克）
- 南無阿彌陀佛（不動明王[75]）
- 猛獸們與公主殿下（姆洛克[76]）
- 陰陽師（小鹿男）

2017年
- 在茜色的世界與君詠唱（藤原道長）
- CLOSERS(沃夫岡．施奈德)

2019年
- Fate/Grand Order（斯堪的納維亞·佩佩隆奇諾）
- ブラスタ (夜光)
- 聖火降魔錄 風花雪月（錐里爾）

2020年
- 魔法禁书目录 幻想收束（削板军霸）
- 執劍之刻 (飯綱）
- 《星空列車與白的旅行》（鷹世市藏）

2021年
- 模型少女AWAKE（山崎、岡田櫻介、真田信村）
- 緋紅結繫（紫電·里特）

2022年
- 食物語（女兒紅）
- Fate/Grand Order （太歲星君<(青年期>）
- 蘇菲的鍊金工房2 ～不可思議夢的鍊金術士～ （迪伯爾德·萊韋倫茨）

2023年
- Fate/Samurai Remnant （宮本伊織）

2024年
- 崩壞：星穹鐵道 （砂金[77]）

### 音樂企劃
2019年
催眠麥克風-Division Rap Battle-（躑躅森盧笙）
2021年
VS AMBIVALENZ（ISSEI、MIO）
2023年
Break My Case（樋宮 明星）

### 廣播劇CD
2014年
- 日日蝶蝶（男學生）※《Margaret》2014年24號、2015年1號付錄

2015年
- 貓與我的星期五（舞堂奏）※單行本第8卷廣播劇CD同梱版[82]

### 音樂CD
| 發售日 | 名稱         | 演唱名義                                              | 歌曲名稱         | 備註                                     |
| 2015年 | 2015年       | 2015年                                                | 2015年           | 2015年                                   |
| ------ | ------------ | ----------------------------------------------------- | ---------------- | ---------------------------------------- |
| 7月8日 | B地區戰隊SOX | SOX（小林裕介、石上靜香、古川慎、村田太志、河西健吾） | 「B地區戰隊SOX」 | 電視動畫《下流梗不存在的灰暗世界》片頭曲 |

## 外部連結
- 事務所公開簡歷 （页面存档备份，存于）（日語）
- K日記 （页面存档备份，存于）（日語）
- 河西健吾的X（前Twitter）（日語）